# 沖縄県道182号北南線
沖縄県道182号北南線（おきなわけんどう182ごう ほくなんせん）は、沖縄県島尻郡南大東村北の北港と南の亀池港とを結ぶ一般県道。

## 概要
- 起点：島尻郡南大東村字北（北港）
- 終点：島尻郡南大東村字南（亀池港）
- 総延長：7.8km（実延長も同じ）

## 通過自治体
- 島尻郡南大東村（南大東島）

## 交差する道路
- 沖縄県道183号南大東飛行場線（南大東村在所）

## 主要施設
- 南大東中・小学校（南大東村池之沢）
- 南大東郵便局（南大東村池之沢）
- 民俗史料館（南大東村在所）
- 南大東村役場（南大東村南）

## 歴史
- 1953年（昭和28年）に琉球政府道南大東南大東港線として指定され南大東村池之沢の西港と在所の村役場（当時）とを結んでいた（のちに南大東港線となる）。
- 1972年（昭和47年）の本土復帰と同時に県道となった。
- 1980年（昭和55年）に現路線名に変更。西港 - 西港入口交点間が村道へ降格する代わりに、北港 - 西港入口交点間と村役場前交点 - 亀池港間の村道が県道へ昇格した。